# ¡Hola, pequeño ser!
"¡Hola, pequeño ser!" es una canción compuesta por los músicos argentinos Luis Alberto Spinetta, Carlos Cutaia y Black Amaya e interpretada por la banda Pescado Rabioso, que integra el álbum doble Pescado 2 de 1973, segundo álbum de la banda, ubicado en la posición n.º 19 de la lista de los 100 mejores discos del rock argentino por la revista Rolling Stone.
Para grabar este tema, Pescado Rabioso utilizó la formación clásica: Spinetta en la guitarra eléctrica; Cutaia en el órgano Hammond; Black Amaya en la batería y maracas; David Lebón en el bajo. En el canto, Spinetta, con coros de Lebón.

## La canción
"¡Hola, pequeño ser!" es la decimotercera pista (Disco 2, Lado A, pista 13) del álbum doble Pescado 2. Se trata del tema más largo del álbum, con una duración de 9 minutos, 37 segundos, con amplias secciones instrumentales. El cuadernillo del álbum cuenta que la letra está referida a las drogas («si tu mente se escapa tienes que parar»):

Aquí se habla de parar todo tipo de drogas. Aquello que creíste como la llave del cambio. No es sino una parte más de lo que compone a una personalidad adquirida. Por supuesto que c/u puede hacer lo que le plazca, pero si el mundo debe revertirse y cambiar en serio y esta idea es fundamental para una nueva generación. La droga, en el momento en que desvía la mente lúcida ya se torna en parte de lo reaccionario, y, de todos modos la experiencia valió y como es irrepetible, hay que cortarla...
Cuadernillo del álbum

Musicalmente, el tema está compuesto por varias secciones:

La melodía del principio es divertida y graciosa, la parte improvisada es rockera y a la vez blusera. Otro ambiente creado es cuando entra el teclado Hammond con un riff que luego interpretaría sumándose la guitarra, y la parte que dice “en la mesa está la araña de fiebre/ nadie quiere ya las flores del campo/ y en la tumba estás helado de llanto”; un ambiente épico y celestial, donde la sangre hierve de sentimiento y salvajedad.